# Aeródromo de Zacapu
El Aeródromo de Zacapu (Código ICAO: MM47 – Código DGAC: ZPU - Código FAA: MXA9), es una pista de aterrizaje ubicada 4 kilómetros al norte de la ciudad de Zacapu, Michoacán, México.

## Información
Este aeródromo cuenta con una pista de aterrizaje más larga que las de los aeropuertos nacionales de Zamora (1,500 m), Apatzingán (1,500 m) y Lázaro Cárdenas (1,494 m), pues dicha pista mide 1,570 m de largo y 24 m de ancho, además que en la cabecera 09 tiene un umbral desplazado de 110 m, lo que en total suman 1,680 m de longitud, lo que lo hace apto para el aterrizaje de aeronaves tipo ATR 42. Tiene una plataforma de aviación de 100 metros de largo y 25 metros de ancho.
El aeródromo actualmente está en desuso, y ocasionalmente se utiliza para carreras automovilísticas. Es utilizable para aterrizajes de emergencia.

## Accidentes e incidentes
- El 11 de octubre de 1990, la aeronave Grumman G-159 Gulfstream I con matrícula XB-ESO y operdada por Celanese Mexicana sufrió un despiste al aterrizar impactando con varios árboles. Los dos pilotos y los 11 pasajeros resultaron ilesos.[2]